# Milhafre-preto

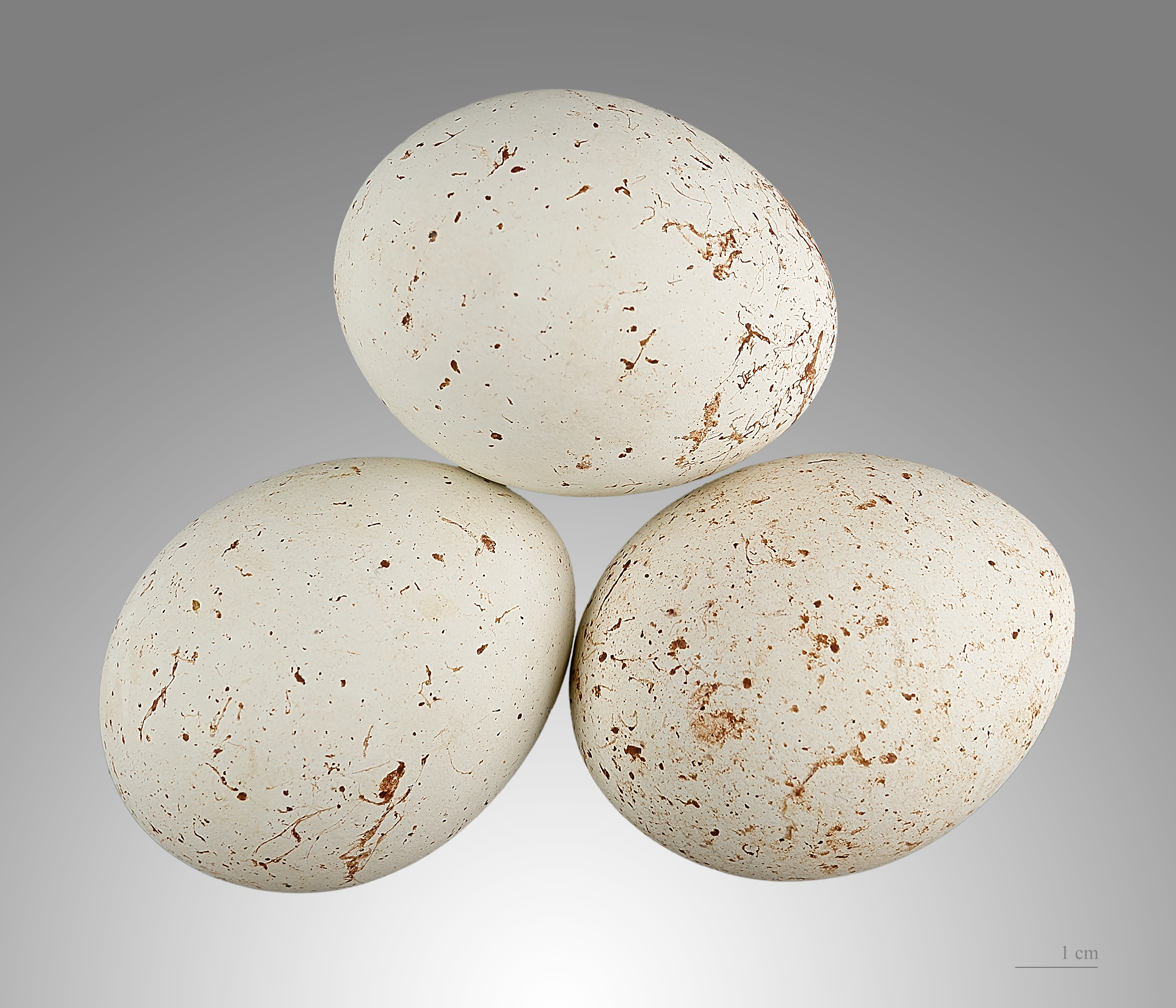
Milvus migrans - MHNT

O milhafre-preto (Milvus migrans), que também é conhecido como rabo-de-bacalhau ou milhano-preto, é uma ave de rapina diurna do grupo dos milhafres. É uma espécie migradora, que está presente no território português de Março a Agosto. O seu Inverno é passado em África, a sul do deserto do Saara.
O milhafre-preto mede cerca de 55 cm de comprimento e 135–155 cm de envergadura, para cerca de 1 kg de peso. A plumagem é de cor castanha, de tom mais escuro na parte superior das asas, mais claro na região ventral, e tem a cauda comprida e bifurcada. De perfil parece curvado, com a cauda e a cabeça pendidas. Não há dimorfismo sexual evidente, mas os machos são em geral menores que as fêmeas. Como em todos os accipitrídeos, o bico é recurvado e está adaptado a um modo de alimentação carnívoro. Esta ave vive de forma solitária ou em casais.
Esta ave de voo flutuante e tranquilo é frequentemente vista a caçar ao longo das estradas ou sobre planos de água.
A época de reprodução varia bastante com a zona habitada pela espécie, sendo observada na Primavera das regiões temperadas e na estação seca das regiões quentes e tropicais. O ninho é construído numa zona elevada, que pode ser uma árvore, uma escarpa ou mesmo um edifício, ou aproveitado de outras espécies.
Em áreas urbanas, o milhafre-preto costuma forrar o ninho com sacos de plástico ou outros materiais isolantes descartados pelo homem. Cada postura contém 2 a 3 ovos, incubados ao longo de 26 a 38 dias. As crias recebem cuidados parentais de ambos os progenitores e tornam-se independentes com cerca de dois meses. A maturidade sexual é atingida por volta do ano e meio de vida. 
O milhafre-preto é uma ave predadora que se alimenta de pequenos mamíferos, em particular roedores, e anfíbios, mas com características de oportunista alimentar que varia a dieta de acordo com a localização geográfica e época do ano. Esta ave adaptou-se bastante bem à presença humana e pode ser observada em cidades, onde caça pombos e ratos e procura alimento nas lixeiras. O milhafre-preto é ocasionalmente necrófago, aproveitando os cadáveres de outros animais mortos em estradas. 
O milhafre-preto não se encontra actualmente em risco de extinção e é uma das aves de rapina mais comuns, mas é sensível a factores como a poluição de águas ou uso de pesticidas. 

## Subespécies
Estão reconhecidas sete subespécies de milhafre-preto:
- Milhafre-preto-australiano (M. m. affinis), norte da Austrália, Nova Guiné e Nova Bretanha; pode ser confundido com o milhafre-australiano
- Milhafre-egípcio (M. m. aegyptius), norte de África; bico de cor amarelada
- Milhafre-de-taiwan (M. m. formosanus), Taiwan e República Popular da China
- Milhafre-indiano (M. m. govinda), Índia
- Milhafre-japonês (M. m. lineatus), Japão; por vezes considerado como espécie distinta
- Milhafre-preto-comum (M. m. migrans), Europa, Médio Oriente, norte de África, Ásia Central; migratório
- Milhafre-preto-africano (M. m. parasitus), África subsaariana